# Alain Boureau
Pour les articles homonymes, voir Boureau.
Alain Boureau, né en 1946, est un historien médiéviste français, directeur d'études à l'EHESS, spécialiste de l'histoire de la scolastique médiévale.

## Biographie
Alain Boureau est un historien spécialiste de la scolastique médievale, élève de Jacques Le Goff. Sa thèse a porté sur le système narratif de la Légende dorée, le recueil de vies de saints rédigé par le dominicain Jacques de Voragine. Il a rappelé l'importance de la production scolastique à la fin du XIIIe siècle, notamment dans l'apport de l'œuvre de Richard de Mediavilla, le grand penseur du tournant démoniaque des années 1290.
Il a aussi publié des livres sur des sujets variés d'histoire médievale, comme sur l'aigle au Moyen-Âge, et le mythe du droit de cuissage, et la papesse Jeanne. Cette œuvre intellectuelle multiforme a parfois étonné au sein du milieu historique.

## Publications
- Le Feu des manuscrits. Lecteurs et scribes des textes médiévaux, Les Belles Lettres, 2018, 192 p.
- L'Errance des normes, Éléments d'éthique scolastique (1220-1320), Les Belles Lettres, 2016, 304 p.
- En somme. Pour un usage analytique de la scolastique médiévale, Lagrasse, Verdier, 2011, 96 p.
- L’inconnu dans la maison. Richard de Mediavilla, les Franciscains et la Vierge Marie à la fin du XIIIe siècle, Paris, Les Belles Lettres, 2010, 220 p.
- De vagues individus. La condition humaine dans la pensée scolastique, Paris, Les Belles-Lettres, 2008, 364 p.
- L’Empire du livre. Pour une histoire du savoir scolastique (1200-1380), Paris, Les Belles-Lettres, 2007, 360 p.
- La Religion de l’État. La construction de la République étatique dans le discours théologique de l’Occident médiéval (1250-1350), Paris, Les Belles-Lettres, 2006, 351 p.
- Jacques de Voragine. La Légende dorée, Gallimard, 2004, 1664 p.
- Satan hérétique : naissance de la démonologie dans l'Occident médiéval (1280-1330), Paris, Odile Jacob, 2004, 319 p. (ISBN 2-7381-1366-4, présentation en ligne)
- Le Droit de cuissage. Histoire de la fabrication d'un mythe (XIIIe – XXe siècle), Paris, Albin Michel, « L’évolution de l'humanité », 1995, 325 p.
- L’Événement sans fin. Récit et christianisme au Moyen Âge, Paris, Les Belles-Lettres, 1993, 302 p.
- Histoires d’un historien. Kantorowicz, Paris, Gallimard, « L’un et l’autre » 1990, 173 p.
- La Papesse Jeanne, Paris, Aubier, « Collection historique », 1988, 412 p.
- Le Simple Corps du roi. L’impossible sacralité des souverains français (XVe – XVIIIe siècle), Paris, Les Éditions de Paris, 1988, (rééd. en 2000), 155 p.
- L'aigle. Chronique politique d'un emblème, éditions du Cerf, Paris, 1985, 204 p.

## Prix
- Prix Guizot 1996
- Prix Georges-Dumézil 2019[2].